# Correctiv
Correctiv è una redazione giornalistica investigativa non profit tedesca con sede a Essen. Conta all'incirca venti membri nel suo staff e pubblica inchieste in diverse lingue oltre al tedesco tramite i siti internet delle testate giornalistiche partner. È stata fondata nel 2014 dal giornalista tedesco David Schraven. Nel 2017 sigla una collaborazione con Facebook in cui si impegna ad esercitare un'attività di factchecking sulla piattaforma statunitense. Nel 2018 Correctiv pubblica insieme a media di undici paesi diversi i CumEx-Files, un'inchiesta giornalistica sulla frode fiscale relativa alle tasse sui dividendi azionari. Sempre nel 2018 il redattore capo di Correctiv, Oliver Schröm, viene perseguito dalla giustizia tedesca per aver infranto il segreto aziendale nell'ambito dell'inchiesta CumEx.